# Nelo Carvalho
Manuel Pires Pinto de Carvalho, mais conhecido por Nelo Carvalho (Luanda, 9 de março de 1959), é um cantor e guitarrista angolano que construiu a sua carreira entre Angola e Portugal, tendo participado em várias bandas entre elas África Tentação, Raízes e Duo Ouro Negro.

## Biografia
Manuel Pires Pinto de Carvalho, mais conhecido por Nelo Carvalho, é um dos grandes entertainers de Angola.
Nasceu a 9 de Março de 1959, na cidade de Luanda, Angola.
Começou para a música aos 15 anos, nos “Mini-Jovens”, um grupo do Tômbua, cidade a Sul de Angola, onde viveu dois anos.
Em 1975, em Portimão, Portugal, conhece Chico Leite com quem faz uma parceria, à semelhança do Duo Ouro Negro, sua principal referência musical.
Três anos depois, em 1978, é convidado para integrar o conjunto África Tentação, formação com grande impacto na Lisboa africana. Com esta banda, grava dois LP’s: “Angola 79” (1979) e “Mulher de Angola” (1980).
Com o objectivo de investir na Lisboa nocturna, formou um trio, tendo como alvo os bares e pubs da dita.
Nasce assim o “Trio Raízes”, em conjunto com o angolano Armindo Monteiro e o brasileiro Paulo Roberto Pimenta. Ao regressar ao Brasil, Paulo Roberto, é substituído pelo percussionista angolano, Alberto Monteiro, com os quais leva a efeito, algumas digressões por Portugal. Juntam-se a eles três bailarinas.
1981, é o ano das grandes mudanças. Integra o elenco musical do Blackground, espectáculo promovido pelo Duo Ouro Negro, e que constituía uma trajectória musical entre África, Europa e Américas, assim como, o retorno que esta viagem teve, na música africana por eles interpretada, enriquecendo-a significativamente.
Com a entrada de Nelson Oliveira, tocando viola baixo, o Raízes passa a quarteto, tornando-se a banda de acompanhamento do Duo Ouro Negro. 
Com eles, grava, "Blackground" (Império de Iemanjá - 1981), no qual interpreta “Menina Negra” e “Luanda Vou”, e assim como o segundo disco intitulado, “Aos Nossos Amigos” (1984).
Em 1985, depois da morte de um dos elementos do Duo Ouro Negro, Milo MacMahon, Nelo Carvalho faz uma aposta integral no Raízes, aumentando o grupo de 4 para 6, mais tarde para 7 elementos.

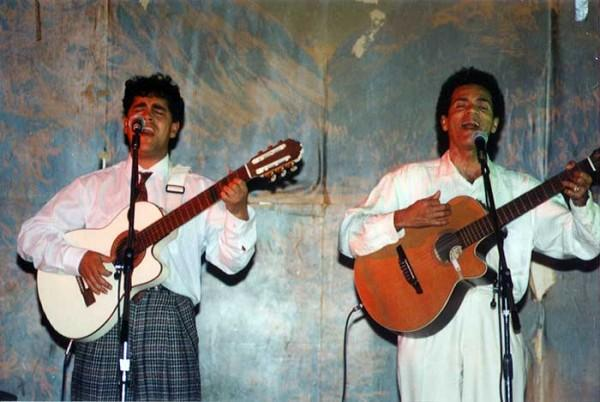
Nelo Carvalho com Raúl Indipwo

Volta a trabalhar com Raúl Indipwo, ou Raul Ouro Negro, com quem grava o disco “Sô Santo” (1986), acompanhando-o em várias digressões pelo Mundo das quais se destacam o Olympia de Paris (1987), Karl Marx, Luanda (1987).
Em 1988, só com o Raízes, apresenta-se no Beethovenhalle, em Bona, Alemanha.
Em 1989, Nelo Carvalho e Raúl Indipwo, fazem a 1ª parte do espectáculo de Amália Rodrigues, no Roy Thomson Hall em Toronto, Canadá.
Em finais de 1989, o Grupo Raízes, separa-se e põe fim a uma trajetória de grande impacto, no cenário musical luso-africano.
Pouco tempo depois, Nelo Carvalho, Beto Monteiro e Mingo Rangel, formam o trio Son Latino. Juntam-se a eles mais 6 elementos. Com estes, Nelo Carvalho, faz várias viagens musicais pelo mundo do flamenco, salsa, rock latino, merengue, enriquecendo os seus conhecimentos no universo da música afro-latina.
Nos anos 1991/92, participou como guitarrista, na tournée entre Portugal e Espanha, do músico instrumentista Rão Kyao, denominada "Delírios Ibéricos". Há que destacar as actuações, na Exposição Universal de Sevilha de 1992.

## Carreira a Solo
No final de 1992, opta por tocar a solo. Nessa altura desenvolve técnicas de palco e entretenimento que vêm a ser imitadas por outros e que lhe originaram o ápodo de “one-man show”.
Por essa mesma altura, vem abrilhantando as noites de Luanda, e tal como fora em Lisboa, o êxito é total! Nesse formato, actua nas províncias Angolanas e também na Namíbia, Brasil, Portugal, Espanha, Japão, China, etc...
Depois de gravar 2 discos, “Ao Vivo - Interpreta Temas da Sua Vida” (1999) e “Memórias” (2003), versões feitas com base nos elementos electrónicos com que toca ao vivo, Nelo Carvalho, faz uma abordagem diferente, num disco cujo elemento acústico é a referência; assim, decide fazer uma paragem na "linguagem" electrónica, enveredando pelos sons naturais e tonificados de cada instrumento musical, na busca dos ritmos, dos sons e das vozes que mais se identificam consigo, em viagem de cumplicidades e harmonias que culmina com a obra que sempre quis fazer e que só agora concretizou.

## Álbuns de Originais
Nelo Carvalho criou 3 álbuns para oferecer a público, onde se entrelaçam amigos, gostos, culturas, sonoridades, enriquecendo ainda mais sua trajectória, encontrando caminhos (Encontros, 2013), reencontrando afectos, cumplicidades e disponibilidade noutros participantes que trouxeram abraços, (Reencontros, 2015), abrindo portas para “viagens”, numa incursão pelo mundo hispânico, convivendo com outras vozes, com o canto castelhano (Las Voces Y Los Cantos, 2017), finalizando a Trilogia. 
- O CD Encontros, trouxe mais reconhecimento, mais fãs e mais prémios:  - Música mais Tocada do Ano 2014, Mamã Falou, Top+ do Programa Música sem Espinhas, RTP África; - Kizomba do Ano 2014, Mamã Falou, Top da Rádio Luanda; - Melhor Música Popular do Centro de Angola 2014, Velho Xico, MusicAwards Angola; - Música D’Ouro 2014, Vovó Ngola, Angola Music Awards 2014[2]. O álbum conta com participações de Ruy Mingas, Jacob Desvarieux, Tito Paris, Waldemar Bastos, Rão Kyao, entre outros.

- Em Maio de 2015, o álbum Reencontros[3], uma continuação da trilogia, com temas igualmente concebidos para nos agradar, trazendo músicas e leituras novas, que falam de nós e elevam Nelo Carvalho, ao patamar maior da nossas escolhas e preferências. O álbum conta com a participação de Rui Veloso, Bonga, Jorge Fernando, Luanda Cozetti, Eunice Vieira, entre outros.

- Em 2017 foi lançado o álbum Las Voces y Los Cantos cantado em espanhol com participações de Pablo Milanés, Uxía Senlle e María Berasarte.

- Em 2022 lança o álbum Njila Yami[4], com mensagens e sentidos da alma angolana, falam sobre as perdas, o amor, a esperança e o desejo. Convidou os instrumentistas Teddy Nsingui, Kintino, Pirika Duia, Nelas do Som, os percussionistas Joãozinho Morgado, Xiko Santos, Jorge Mulumba (puita), Dinho Silva, Marito Furtado, Jack Nsaka e Mayo Bass. Diferente dos álbuns anteriores onde os duetos estavam em evidência, "Njila Yami” tem apenas um tema partilhado com Prince Wadada, no estilo reggae. Quanto à composição de alguns temas teve o apoio de Paulo Flores, Carlos Baptista, Paulo Abreu Lima, Alberto Monteiro "Beto” e Armindo Monteiro "Mindo”.

## Discografia
Com África Tentação:
- 1979 - Angola 79
- 1980 - Mulher de Angola

Com Duo Ouro Negro:
- 1981 - Blackground
- 1984 - Aos Nossos Amigos
- 1986 - Sô Santo

A solo:
- 1999 - Ao Vivo - Interpreta Temas da Sua Vida
- 2003 - Memórias
- 2013 - Encontros
- 2015 - Reencontros
- 2017 - Las Voces y Los Cantos
- 2022 - Njila Yami